# Física nuclear
| Física nuclear • Núcleo • Nucleones (p, n) • Materia nuclear • Fuerza nuclear • Estructura nuclear • Procesos nucleares |

La física nuclear es una rama de la física que estudia las propiedades, comportamiento e interacciones de los núcleos atómicos. En un contexto más amplio, se define la física nuclear y de partículas como la rama de la física que estudia la estructura fundamental de la materia y las interacciones entre las partículas subatómicas. 
La física nuclear es conocida mayoritariamente por el aprovechamiento de la energía nuclear en centrales nucleares y en el desarrollo de armas nucleares, tanto de fisión nuclear como de fusión nuclear, pero este campo ha dado lugar a aplicaciones en diversos campos, incluyendo medicina nuclear e imágenes por resonancia magnética, ingeniería de implantación de iones en materiales y datación por radiocarbono en geología y arqueología.

## Historia

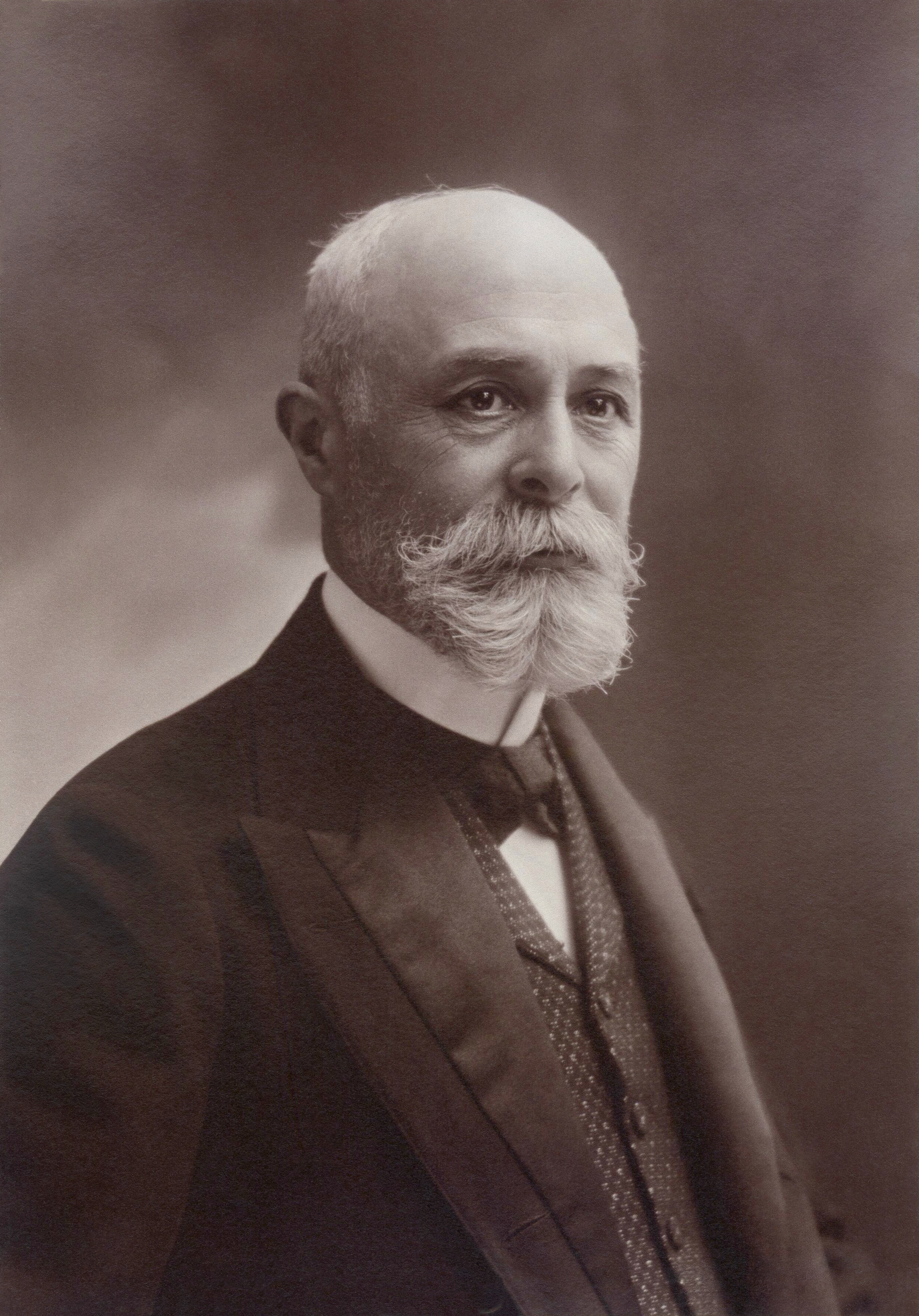
Henri Becquerel

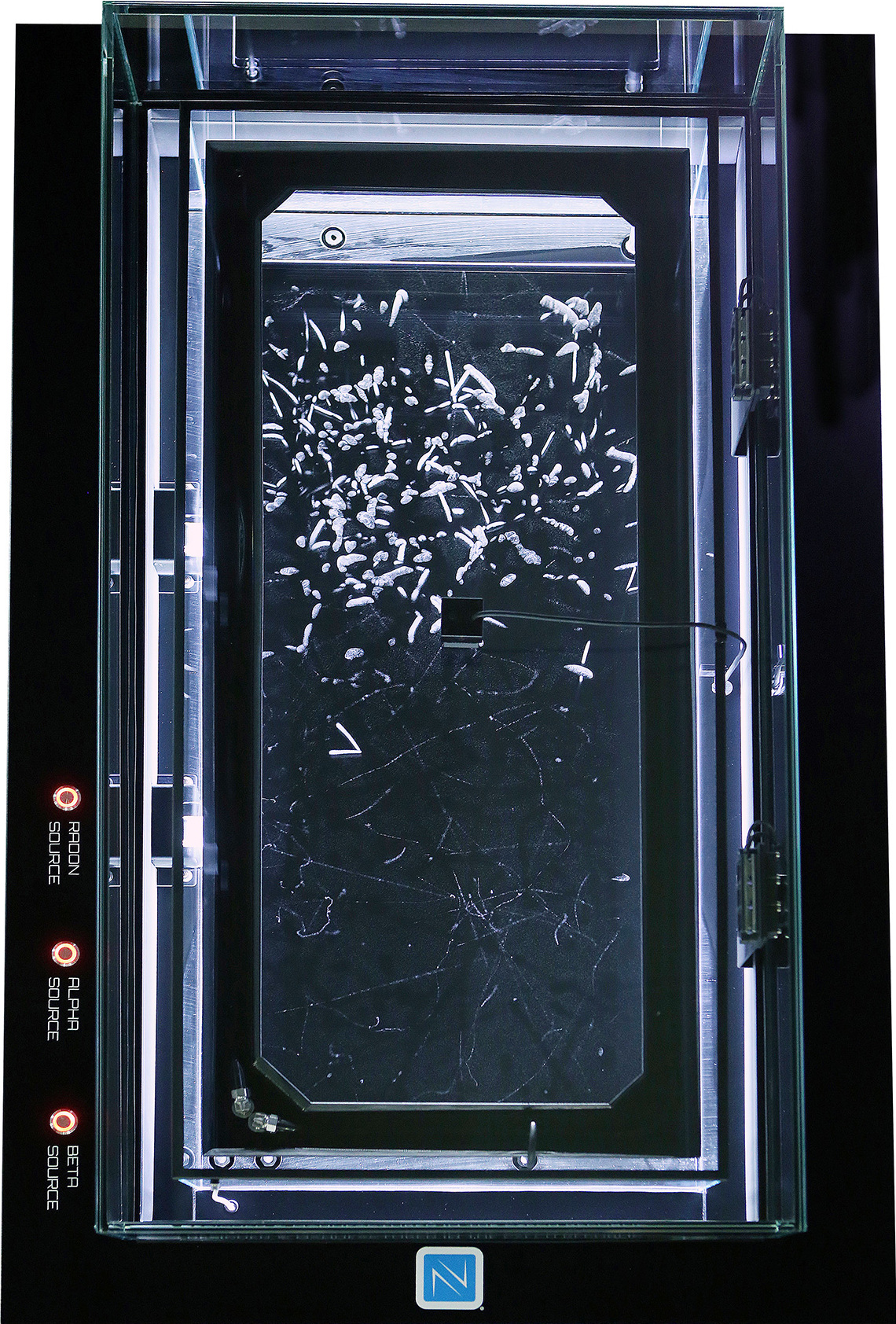
En la década de 1920, las cámaras de niebla jugaron un papel importante como detectores de partículas, y condujeron al descubrimiento del positrón, del muon y del kaón

La historia de la física nuclear como disciplina distinta de la física atómica, comienza con el descubrimiento de la radiactividad por Henri Becquerel en 1896, realizado mientras investigaba la fosforescencia de las sales de uranio. El descubrimiento del electrón por Joseph John Thomson un año después supuso la confirmación de que el átomo tenía una estructura interna. A principios del siglo XX, la imagen aceptada del átomo era el modelo del pudin de ciruelas planteado por J. J. Thomson, en el que el átomo era una bola cargada positivamente que contaba con electrones más pequeños cargados negativamente incrustados en su interior.
En los años siguientes, la radiactividad fue investigada exhaustivamente, en particular por Marie Curie (la conocida física polaca cuyo apellido de soltera era Sklodowska), Pierre Curie, Ernest Rutherford y otros. A principios de siglo, los físicos también habían descubierto tres tipos de radiación que emanaban de los átomos, a los que denominaron radiación alfa, beta y gamma. Los experimentos de Otto Hahn en 1911 y de James Chadwick en 1914 permitieron descubrier que el espectro de la desintegración beta era continuo en lugar de discreto, es decir, los electrones eran expulsados del átomo con un rango continuo de energías, en lugar de las cantidades discretas que se observaban en las desintegraciones gamma y alfa. Esto fue un problema para la física nuclear en aquel momento, porque parecía indicar que la energía no se conservaba en estas desintegraciones.
El Premio Nobel de Física de 1903 fue otorgado conjuntamente a Becquerel, por su descubrimiento, y a Marie y Pierre Curie por sus posteriores investigaciones sobre la radiactividad. Rutherford recibió el Premio Nobel de Química en 1908 por sus "investigaciones sobre la desintegración de los elementos y la química de las sustancias radiactivas".
En 1905, Albert Einstein formuló la idea de la equivalencia entre masa y energía. Si bien el trabajo sobre radiactividad de Becquerel y de Marie Curie es anterior a este planteamiento, la explicación de la fuente de energía de la radiactividad tendría que esperar hasta el descubrimiento de que el núcleo mismo estaba compuesto de constituyentes más pequeños, los nucleones.

### Rutherford descubre el núcleo atómico
En 1906, Ernest Rutherford publicó "Retraso de la partícula α de radio en su paso a través de la materia", y dos años después Hans Geiger amplió este trabajo en una comunicación a la Royal Society con experimentos que él y Rutherford habían realizado, haciendo pasar partículas alfa a través del aire, papel de aluminio y pan de oro. Geiger y Ernest Marsden publicaron más trabajos en 1909, y Geiger publicó un trabajo mucho más amplio en 1910. En 1911-1912, Rutherford se presentó ante la Royal Society para explicar los experimentos realizados y proponer la nueva teoría del núcleo atómico tal como se entiende en la actualidad.
Dado a conocer en 1909, con el análisis clásico final de Rutherford publicado en mayo de 1911, el experimento clave se realizó durante 1909 en la Universidad de Mánchester. El profesor Johannes "Hans" Geiger (asistente de Rutherford), y el estudiante universitario Marsden, realizaron un experimento en el que Geiger y Marsden bajo la supervisión de Rutherford dispararon partículas alfa (núcleos de helio-4) contra una fina lámina de oro. El modelo atómico de Thomson predecía que las partículas alfa deberían salir de la lámina con sus trayectorias como máximo ligeramente desviadas. Pero Rutherford ordenó a su equipo que buscara algo que le sorprendió al ser observado: algunas partículas se dispersaron con grandes ángulos, incluso completamente hacia atrás en algunos casos. Lo comparó con disparar balas contra un pañuelo de papel y lograr que rebotasen. El descubrimiento, junto con el análisis de los datos realizado en 1911, condujo al modelo atómico de Rutherford, en el que el átomo tiene un núcleo muy pequeño y muy denso que contiene la mayor parte de su masa y consistía en partículas pesadas cargadas positivamente con electrones incrustados para equilibrar la carga (ya que se desconocía el neutrón). Como ejemplo, en este modelo (que no es el moderno) el nitrógeno-14 constaba de un núcleo con 14 protones y 7 electrones (21 partículas en total) y el núcleo estaba rodeado por 7 electrones más en órbita.

#### El experimento de Rutherford y el descubrimiento del núcleo (1911)[17]
Ernest Rutherford, junto con Hans Geiger y Ernest Marsden, llevó a cabo una serie de experimentos cruciales[^1]. Dispararon partículas alfa (núcleos de helio) contra una fina lámina de oro. Según el modelo del pudin de ciruelas planteado por J. J. Thomson[^2], esperaban que las partículas alfa atravesaran la lámina con pequeñas desviaciones. Sin embargo, observaron que una pequeña fracción de las partículas alfa se desviaba a ángulos muy grandes, ¡algunas incluso rebotaban! Esta observación inesperada llevó a Rutherford a proponer un nuevo modelo atómico donde la mayor parte de la masa y toda la carga positiva del átomo se concentraban en un volumen muy pequeño y denso en el centro: el núcleo. Los electrones orbitaban este núcleo, similar a planetas alrededor de una estrella, aunque con diferencias fundamentales que la mecánica cuántica revelaría más tarde. Este experimento marcó un punto de inflexión, separando la física nuclear del estudio del átomo en su conjunto.

### Eddington y la fusión nuclear estelar
Alrededor de 1920, Arthur Stanley Eddington anticipó el descubrimiento y el mecanismo de los procesos de fusión nuclear en las estrellas, en su artículo La constitución interna de las estrellas. En aquella época, la fuente de energía estelar era un completo misterio, y Eddington especuló correctamente que su origen era la fusión del hidrógeno para formar helio, liberando una enorme energía según la ecuación de Einstein E= mc2. Este fue un avance particularmente notable, ya que en ese momento aún no se habían descubierto la fusión y la energía termonuclear, ni que las estrellas están compuestas en gran parte por hidrógeno (véase metalicidad).

### Estudios sobre el espín nuclear
El modelo de Rutherford funcionó bastante bien hasta que Franco Rasetti llevó a cabo estudios sobre el espín nuclear en el Instituto Tecnológico de California en 1929. En 1925 se sabía que los protones y los electrones tenían cada uno un espín de ± 1⁄2. En el modelo de Rutherford del nitrógeno-14, 20 del total de 21 partículas nucleares deberían haberse emparejado para cancelar el espín de cada una, y la última partícula impar debería haber abandonado el núcleo con un espín neto de 1⁄2. Rasetti descubrió, sin embargo, que el nitrógeno-14 tenía un espín de 1.

### James Chadwick descubre el neutrón
En 1932 James Chadwick se dio cuenta de que la radiación que había sido observada por Walther Bothe, Herbert Becker, Irène y Frédéric Joliot-Curie en realidad era debida a una partícula neutra de aproximadamente la misma masa que el protón, a la que llamó neutrón (siguiendo una sugerencia de Rutherford sobre la necesidad de tal partícula). En el mismo año, Dmitri Ivanenko sugirió que no había electrones en el núcleo, solo protones y neutrones, y que los neutrones eran partículas con espín 1⁄2, lo que explicaba que la masa no se debía únicamente a los protones. El espín del neutrón resolvió inmediatamente el problema del espín del nitrógeno-14, ya que el protón desapareado y el neutrón desapareado en este modelo contribuyeron cada uno con un espín de 1⁄2 en la misma dirección, dando un espín total final de 1.
Con el descubrimiento del neutrón, los científicos pudieron por fin calcular qué fracción de energía de unión tenía cada núcleo, comparando la masa nuclear con la de los protones y neutrones que lo componían. De esta forma se calcularon las diferencias entre masas nucleares. Cuando se midieron las reacciones nucleares a partir de 1934, se encontró que concordaban con el cálculo de Einstein de la equivalencia de masa y energía con una precisión del 1%.

### Ecuaciones de Proca del campo masivo de bosones vectoriales
Alexandru Proca fue el primero en desarrollar e informar sobre las ecuaciones de campo vectoriales bosónicas de la masa y sobre una teoría mesónica del campo de fuerzas nucleares. Las ecuaciones de Proca eran conocidas por Wolfgang Pauli quien las mencionó en su discurso del Nobel, y también las conocían Yukawa, Wentzel, Taketani, Sakata, Kemmer, Heitler y Fröhlich, quienes apreciaron el contenido de estas ecuaciones para desarrollar una teoría de los núcleos atómicos en la física nuclear.

### Yukawa postula que los mesones mantienen unidos los núcleos
En 1935 Hideki Yukawa propuso la primera teoría significativa sobre la interacción nuclear fuerte para explicar cómo se mantiene unido el núcleo. Según la interacción de Yukawa, una partícula virtual, más tarde denominada mesón, transmitía una fuerza entre todos los nucleones, incluidos los protones y los neutrones. Esta fuerza explicó por qué los núcleos no se desintegran bajo la influencia de la repulsión de los protones, y también explicó qué la atracción debida a la interacción nuclear fuerte tenía un alcance más limitado que la repulsión electromagnética entre protones. Posteriormente, el descubrimiento del pion demostró que tenía las propiedades de la partícula de Yukawa.
Con los artículos de Yukawa, el modelo moderno del átomo quedó completo. El centro del átomo contiene una bola apretada de neutrones y protones, que se mantiene unida por la fuerza nuclear fuerte, a menos que el núcleo sea demasiado grande. Los núcleos inestables pueden sufrir desintegración alfa, en la que emiten un núcleo energético de helio, o desintegración beta, en la que expulsan un electrón (o positrón). Después de una de estas desintegraciones, el núcleo resultante puede quedar en un estado excitado y, en este caso, decae a su estado fundamental emitiendo fotones de alta energía (desintegración gamma).
El estudio de las fuerzas nucleares fuerte y débil (esta última explicada por Enrico Fermi a través de la constante de Fermi en 1934) llevó a los físicos a colisionar núcleos y electrones a energías cada vez mayores. Esta investigación se convirtió en la ciencia de la física de partículas, cuya joya de la corona es modelo estándar de la física de partículas, que describe las fuerzas nuclear fuerte, nuclear débil y electromagnética.

### Física nuclear moderna
Un núcleo pesado puede contener cientos de nucleones. Esto significa que, con cierta aproximación, puede tratarse como un sistema clásico newtoniano, en lugar de trabajar con el enfoque de la mecánica cuántica. En el modelo de la gota líquida resultante, el núcleo tiene una energía que surge en parte de la tensión superficial y en parte de la repulsión eléctrica de los protones. El modelo de gota líquida es capaz de reproducir muchas características de los núcleos, incluida la tendencia general de la energía de unión con respecto al número de másico de los núcleos, así como el fenómeno de la fisión nuclear.
Sin embargo, a esta imagen clásica se superponen los efectos de la mecánica cuántica, que pueden describirse utilizando el modelo de capas nuclear, desarrollado en gran parte por Maria Goeppert-Mayer y J. Hans D. Jensen. Los núcleos con cierto número de neutrones y protones (denominados números mágicos) son particularmente estables porque sus capas están llenas.
También se han propuesto otros modelos más complicados para el núcleo, como el modelo de bosones interactivos, en el que pares de neutrones y protones interactúan como bosones.
Los métodos ab initio intentan resolver el problema nuclear de muchos cuerpos desde cero, empezando por los nucleones y sus interacciones.
Gran parte de la investigación actual en física nuclear se relaciona con el estudio de núcleos en condiciones extremas, como espín y energías de excitación altos. Los núcleos también pueden tener formas extremas (similares a las de un balón de rugby o incluso a las de los pyrus) o proporciones extremas de neutrones respecto a protones. Los experimentadores pueden crear dichos núcleos mediante reacciones de transferencia de nucleones o fusión inducidas artificialmente, empleando los haces de iones de un acelerador de partículas. Se pueden utilizar haces con energías aún mayores para crear núcleos a temperaturas muy altas, y hay indicios de que estos experimentos han producido una transición de fase de materia nuclear normal a un nuevo estado, el plasma de quarks-gluones, en el que los cuarks se mezclan entre sí, en lugar de mantenerse segregados en tripletes como lo están en los neutrones y los protones.

## Reacciones nucleares

### Colisión inelástica
La física nuclear incluye también el estudio de las reacciones nucleares: el uso de proyectiles nucleares para convertir un tipo de núcleo en otro. Si, por ejemplo, se bombardea el sodio (Na) con neutrones, parte de los núcleos estables Na capturan estos neutrones para formar núcleos radiactivos ²Na:

{\displaystyle {\hbox{Na}}\;+\;2{\hbox{n}}^{0}\;\to \;^{A+2}{\hbox{Na}}\;+\;\gamma }

Estas reacciones se estudian colocando muestras dentro de los reactores nucleares para producir un flujo alto de neutrones (número elevado de neutrones por unidad de área).
Los núcleos también pueden reaccionar entre ellos pero, si están cargados positivamente, se repelen entre sí con gran fuerza. Los núcleos proyectiles deben tener una energía lo bastante alta como para superar la repulsión y reaccionar con los núcleos blanco. Los núcleos de alta energía se obtienen en los ciclotrones, en los generadores de Van de Graaff y en otros aceleradores de partículas.
Una reacción nuclear típica es la que se utilizó para producir artificialmente el elemento siguiente al uranio (238U), que es el elemento más pesado existente en la naturaleza. El neptunio (Np) se obtuvo bombardeando uranio con deuterones (núcleos del isótopo hidrógeno pesado, 2H) según la reacción: 

{\displaystyle {}_{92}^{238}{\text{U}}+{}_{1}^{2}{\text{H}}\to \;{}_{93}^{239}{\text{Np}}+{\hbox{n}}}

### Desintegración nuclear
Los núcleos atómicos consisten en protones, cargados positivamente y neutrones sin carga. El número de protones de un núcleo es su número atómico, que define al elemento químico. Todos los núcleos con 11 protones, por ejemplo, son núcleos de átomos de sodio (Na). Un elemento puede tener varios isótopos, cuyos núcleos tienen un número distinto de neutrones. Por ejemplo, el núcleo de sodio estable contiene 12 neutrones, mientras que los que contienen 13 neutrones son radiactivos. Esos isótopos se anotan como {\displaystyle {}_{11}^{23}Na} y {\displaystyle {}_{11}^{24}Na}, donde el subíndice indica el número atómico, y el superíndice representa el número total de nucleones, es decir, de neutrones y protones. A cualquier especie de núcleo designada por un cierto número atómico y de neutrones se le llama nucleido.
Los nucleidos radiactivos son inestables y sufren una transformación espontánea en nucleidos de otros elementos, liberando energía en el proceso.
Esas transformaciones incluyen la desintegración alfa, que supone la emisión de un núcleo de helio ({\displaystyle {}_{2}^{4}He^{+2}}), y la desintegración beta (que puede ser β- o β+). En la desintegración β- un neutrón se transforma en un protón con la emisión simultánea de un electrón de alta energía y un antineutrino electrónico. En la desintegración β+ un protón se convierte en un neutrón emitiendo un positrón.
Por ejemplo, el 24Na sufre una desintegración β- formando el elemento superior, el magnesio: 

{\displaystyle {}_{11}^{24}Na\to \;{}_{12}^{24}Mg+\beta +{\bar {\nu }}_{e}}

La radiación gamma es radiación electromagnética de alta frecuencia (y por tanto energía). Cuando se produce la desintegración α o β, el núcleo resultante permanece a menudo en un estado excitado (de mayor energía), por lo que posteriormente se produce la desexcitación emitiendo rayos gamma.
Al representar la desintegración de un nucleido radiactivo se debe determinar también el periodo de semidesintegración del nucleido. El periodo de semidesintegración del {\displaystyle {}_{11}^{24}Na}, es de 15 horas. Es importante determinar el tipo y energía de la radiación emitida por el nucleido.

### Fisión
Los conceptos de fisión y fusión nuclear difieren en las características de formación de cada uno. De esta forma se encuentra que la fisión (utilizada en las bombas y reactores nucleares) consiste en el "bombardeo" de partículas subatómicas al uranio (o a cualquier elemento transuránico, siempre y cuando sus características lo permitan), trayendo como consecuencia la fisión (de allí su nombre) del átomo y con esto la de los demás átomos adyacentes al bombardeado en reacción en cadena. Mientras que, la fusión es la unión bajo ciertas condiciones (altas presiones, altas temperaturas, altas cargas, etc.) de dos o más átomos y genera mucha más energía que la fisión.

### Fusión
La fusión representa diversos problemas, ya que a nivel atómico las cargas de los átomos se repelen entre sí impidiendo la unión de estos, por esto se recurre generalmente a la utilización de isótopos ligeros, con menor carga eléctrica (como el hidrógeno y sus isótopos deuterio y tritio). En ciertas condiciones, definidas por los criterios de Lawson, se lograría la fusión de dichos átomos. Para ello primero se les debe convertir al estado de plasma, ionizándolos, favoreciendo a la unión. Esto se consigue mediante dos métodos básicos: el confinamiento magnético y el confinamiento inercial. Existen varias posibilidades para producir la fusión a partir de los isótopos del hidrógeno.
La energía de la fusión aún no se ha podido aprovechar con fines prácticos.
Representa algunas ventajas en relación con la fisión nuclear:
1. Produce menos residuos nucleares.
2. En los diseños actuales se necesita un aporte exterior de energía para que la reacción en cadena se mantenga.
3. Produce más energía por reacción.

También posee desventajas:
1. La reacción más energética es deuterio+tritio, y el tritio es un isótopo muy escaso en la Tierra.
2. Las condiciones necesarias son tan extremas que solo se dan en el centro de las estrellas, por lo que son muy difíciles de alcanzar y controlar.

Las técnicas conocidas de alcanzar las condiciones impuestas por los criterios de Lawson son dos:
- El confinamiento magnético, principalmente en tokamaks como el ITER.
- El confinamiento inercial, mediante el uso de láseres o aceleradores de partículas, como por ejemplo en el National Ignition Facility.

## Detección

### Análisis radioquímico como apoyo a la detección
Las partículas alfa, que son emitidas normalmente por elementos con números atómicos superiores a 83, tienen la energía discreta característica de los nucleidos emisores. Así, los emisores α pueden ser identificados midiendo la energía de las partículas α. Las muestras a medir deben ser muy delgadas porque estas partículas pierden rápidamente energía al atravesar el material. Los rayos gamma también tienen la energía discreta característica del nucleido que se desintegra, por lo que la energía de estos rayos también puede usarse para identificar nucleidos. Puesto que los rayos gamma pueden atravesar una cantidad considerable de material sin perder energía, la muestra no tiene que ser delgada. Los espectros de energía de las partículas beta (y los positrones) no son útiles para identificar nucleidos porque se extienden sobre todas las energías hasta un máximo para cada emisor β.

### Análisis mediante activación neutrónica
Con frecuencia, las técnicas de física nuclear se emplean para analizar materiales rastreando elementos presentes en cantidades muy pequeñas. La técnica utilizada se llama análisis de activación. Se irradia una muestra con proyectiles nucleares (normalmente neutrones) para convertir nucleidos estables en nucleidos radiactivos, que luego se miden con detectores de radiación nuclear. Por ejemplo, el sodio de una muestra puede ser detectado irradiando la muestra con neutrones, y convirtiendo así parte de los núcleos estables ®Na en núcleos radiactivos ²Na; a continuación se mide la cantidad de estos últimos contando las partículas β y los rayos g emitidos.
El análisis de activación puede medir (sin separación química) cantidades tan pequeñas como 1 nanogramo (10-9 g) de unos 35 elementos en materiales como el suelo, las rocas, los meteoritos y las muestras lunares. También puede utilizarse para analizar muestras biológicas, como la sangre y el tejido humano; sin embargo, en los materiales biológicos se pueden observar pocos elementos sin separaciones químicas.
Otras aplicaciones importantes de la física nuclear son el desarrollo de métodos para producir especies radiactivas utilizadas para la diagnosis y los tratamientos médicos. También ha desarrollado los isótopos trazadores que se usan para estudiar el comportamiento químico de los elementos, para medir el desgaste de los motores de automóviles y en otros estudios que emplean cantidades mínimas de material.

## Cuadro sinóptico temático
| FÍSICA NUCLEAR |

| CONCEPTOS BÁSICOS | • Núcleo • Nucleones (p, n) • Materia nuclear • Fuerza nuclear • Estructura nuclear • Procesos nucleares |

| MODELOS DEL NÚCLEO | • Gota líquida • Modelo de capas nuclear • Modelo de bosones interactivos • Ab initio |

| CLASIFICACIÓN DE NUCLEIDOS | • Isótopos (igual Z) • Isóbaros (igual A) • Isótonos (igual N) • Isodiáferos (igual N−Z) • Isómeros (igual todo lo anterior) • Núcleos espejo (Z ↔ N) • Estables • Mágicos • Pares/impares • Con halo (borromeanos) |

| ESTABILIDAD NUCLEAR | • Energía de enlace • Relación n-p • Línea de goteo • Isla de estabilidad • Valle de estabilidad • Isótopo estable |

| RADIACTIVIDAD | • Alfa α • Beta β (2β (0v) β+) • Captura K/L • Isomérico (Gamma γ • Conversión interna) • Fisión espontánea • Fisión ternaria • Radiactividad de agregados • Emisión de neutrones • Emisión de protones • Energía de desintegración • Cadena de desintegración • Producto de decaimiento • Nucleido radiogénico |

| FISIÓN NUCLEAR | • Eespontánea • Productos (Ruptura de parejas) • Fotofisión |

| PROCESOS DE CAPTURA | • Electrones (2×) • Neutrones (s • r) • Protones (p • rp) |

| PROCESOS DE ALTA ENERGÍA | • Espalación (Por rayos cósmicos) • Fotodesintegración |

| NUCLEOSÍNTESIS Y ASTROFÍSICA NUCLEAR | • Fusión nuclear • Procesos: (Estelares • Big Bang • Supernovas) • Nucleidos: (Primordiales • Cosmogénicos • Artificiales) |

| FÍSICA NUCLEAR DE ALTA ENERGÍA | • Plasma de quarks-gluones • Acelerador relativista de iones pesados • Gran colisionador de hadrones (LCH) |

| CIENTÍFICOS DESTACADOS | • Álvarez • Becquerel • Bethe • A. Bohr • N. Bohr • Chadwick • Cockcroft • Ir. Curie • Fr. Curie • Pi. Curie • Skłodowska-Curie • Davisson • Einstein • Fermi • Hahn • Jensen • Lawrence • Legásov • Mayer • Meitner • Oliphant • Oppenheimer • W. Paul • Proca • Purcell • Rabi • Rutherford • Soddy • Strassmann • Świątecki • Szilárd • Teller • Thomson • Walton • von Neumann • Wigner |